# Liste d'adaptations de William Shakespeare
|           | Cinéma            |
|           | Télévision        |
|           | Théâtre           |
| Opéra     | Opéra             |
|           | Comédie musicale  |
| Classique | Musique classique |
| Album     | Musique populaire |

Les œuvres du dramaturge anglais William Shakespeare ont été adaptées sur de nombreux supports. En 1999, le Livre Guinness des records dénombrait 410 films et téléfilms adaptés de ses pièces. Il est crédité sur plus d'un millier de productions sur la base de données en ligne Internet Movie Database.

Le site du British Universities Film & Video Council (en) propose une base de données de tous les contenus audiovisuels (cinéma, télévision, radio, vidéo) concernant Shakespeare. 

## Liste d'œuvres adaptées de Shakespeare
|                  | Titre                                                  | Auteur ou réalisateur                 | Année     | Pays                                           | Adapté de                                                       |
| ---------------- | ------------------------------------------------------ | ------------------------------------- | --------- | ---------------------------------------------- | --------------------------------------------------------------- |
| Télévision       | All's Well That Ends Well                              | Elijah Moshinsky                      | 1981      | Royaume-Uni                                    | Tout est bien qui finit bien                                    |
| Opéra            | Amleto                                                 | Franco Faccio                         | 1865      | Italie                                         | Hamlet                                                          |
| Film             | Amleto                                                 | Luca Comerio                          | 1908      | Italie                                         | Hamlet                                                          |
| Film             | Anarchy: Ride or Die                                   | Michael Almereyda                     | 2014      | États-Unis                                     | Cymbeline                                                       |
| Film             | Antoine et Cléopâtre                                   | Charlton Heston                       | 1972      | Espagne / Royaume-Uni / Suisse                 | Antoine et Cléopâtre                                            |
| Classique        | Antoine et Cléopâtre                                   | Florent Schmitt                       | 1920      | France                                         | Antoine et Cléopâtre                                            |
| Film             | Antony and Cleopatra                                   | James Stuart Blackton et Charles Kent | 1908      | États-Unis                                     | Antoine et Cléopâtre                                            |
| Télévision       | Antony and Cleopatra                                   | Jonathan Miller                       | 1981      | Royaume-Uni                                    | Antoine et Cléopâtre                                            |
| Film             | As You Like It                                         | Kenean Buel                           | 1908      | États-Unis                                     | Comme il vous plaira                                            |
| Télévision       | As You Like It                                         | Basil Coleman                         | 1978      | Royaume-Uni                                    | Comme il vous plaira                                            |
| Film             | As You Like It                                         | Kenneth Branagh                       | 2006      | États-Unis                                     | Comme il vous plaira                                            |
| Opéra            | Béatrice et Bénédict                                   | Hector Berlioz                        | 1862      | France                                         | Beaucoup de bruit pour rien                                     |
| Film             | Beaucoup de bruit pour rien                            | Samson Samsonov                       | 1973      | Union soviétique                               | Beaucoup de bruit pour rien                                     |
| Film             | Beaucoup de bruit pour rien                            | Kenneth Branagh                       | 1993      | États-Unis / Royaume-Uni                       | Beaucoup de bruit pour rien                                     |
| Film             | Beaucoup de bruit pour rien                            | Joss Whedon                           | 2013      | États-Unis                                     | Beaucoup de bruit pour rien                                     |
| Film             | Brutus                                                 | Enrico Guazzoni                       | 1911      | Italie                                         | Jules César                                                     |
| Film             | Le Château de l'araignée                               | Akira Kurosawa                        | 1957      | Japon                                          | Macbeth                                                         |
| Film             | China Girl                                             | Abel Ferrara                          | 1987      | États-Unis                                     | Roméo et Juliette                                               |
| Film             | Cléopâtre                                              | Henri Andréani et Ferdinand Zecca     | 1910      | France                                         | Antoine et Cléopâtre                                            |
| Télévision       | The Comedy of Errors                                   | James Cellan Jones                    | 1983      | Royaume-Uni                                    | La Comédie des erreurs                                          |
| Film             | Comme il vous plaira                                   | Paul Czinner                          | 1936      | Royaume-Uni                                    | Comme il vous plaira                                            |
| Film             | Coriolanus                                             | Wilford Leach                         | 1979      | États-Unis                                     | Coriolan                                                        |
| Télévision       | Cymbeline                                              | Elijah Moshinsky                      | 1983      | Royaume-Uni                                    | Cymbeline                                                       |
| Film             | Dix Bonnes Raisons de te larguer                       | Gil Junger                            | 1999      | États-Unis                                     | La Mégère apprivoisée                                           |
| Film             | Django porte sa croix                                  | Enzo G. Castellari                    | 1968      | Italie                                         | Hamlet                                                          |
| Film             | Le Duel d'Hamlet                                       | Clément Maurice                       | 1900      | France                                         | Hamlet                                                          |
| Film             | Ennemis jurés                                          | Ralph Fiennes                         | 2012      | États-Unis / Royaume-Uni / Serbie              | Coriolan                                                        |
| Film             | Et tout le reste n'est que silence                     | Helmut Käutner                        | 1959      | Allemagne de l'Ouest                           | Hamlet                                                          |
| Classique        | The Fairy Queen                                        | Henry Purcell                         | 1692      | Angleterre                                     | Le Songe d'une nuit d'été                                       |
| Opéra            | Falstaff                                               | Giuseppe Verdi                        | 1893      | Italie                                         | Henri IV, Les Joyeuses Commères de Windsor                      |
| Classique        | Falstaff                                               | Edward Elgar                          | 1913      | Royaume-Uni                                    | Henri IV                                                        |
| Film             | Falstaff                                               | Orson Welles                          | 1965      | Espagne / Suisse                               | Henri IV, Henri V, Richard II, Les Joyeuses Commères de Windsor |
| Télévision       | The Famous History of the Life of King Henry the Eight | Kevin Billington                      | 1979      | Royaume-Uni                                    | Henri VIII                                                      |
| Télévision       | The First Part of King Henry the Fourth                | David Giles                           | 1979      | Royaume-Uni                                    | Henri IV 1                                                      |
| Télévision       | The First Part of Henry the Sixt                       | Jane Howell                           | 1983      | Royaume-Uni                                    | Henri VI 1                                                      |
| Film             | Giulio Cesare                                          | Giovanni Pastrone                     | 1909      | Italie                                         | Jules César                                                     |
|                  | Grand Theft Hamlet                                     | Sam Crane, Pinny Grills               | 2024      | Royaume-Uni                                    | Hamlet                                                          |
| Film             | Haider                                                 | Vishal Bhardwaj                       | 2014      | Inde                                           | Hamlet                                                          |
| Classique        | Hamlet                                                 | Franz Liszt                           | 1858      | Hongrie                                        | Hamlet                                                          |
| Classique        | Hamlet                                                 | Dmitri Chostakovitch                  | 1931-1932 | Union soviétique                               | Hamlet                                                          |
| Opéra            | Hamlet                                                 | Ambroise Thomas                       | 1868      | France                                         | Hamlet                                                          |
| Classique        | Hamlet                                                 | Piotr Ilitch Tchaïkovski              | 1888      | Empire russe                                   | Hamlet                                                          |
| Classique        | Hamlet                                                 | Dmitri Chostakovitch                  | 1931-1932 | Union soviétique                               | Hamlet                                                          |
| Classique        | Hamlet                                                 | Sergueï Prokofiev                     | 1937-1938 | Union soviétique                               | Hamlet                                                          |
| Album            | Hamlet                                                 | Johnny Hallyday                       | 1976      | France                                         | Hamlet                                                          |
| Film             | Hamlet                                                 | Henri Desfontaines                    | 1908      | France                                         | Hamlet                                                          |
| Film             | Hamlet                                                 | Gérard Bourgeois                      | 1910      | France                                         | Hamlet                                                          |
| Film             | Hamlet                                                 | Mario Caserini                        | 1910      | Italie                                         | Hamlet                                                          |
| Film             | Hamlet                                                 | Hay Plumb                             | 1913      | Royaume-Uni                                    | Hamlet                                                          |
| Film             | Hamlet                                                 | Svend Gade et Heinz Schall            | 1921      | Allemagne                                      | Hamlet                                                          |
| Film             | Hamlet                                                 | Laurence Olivier                      | 1948      | Royaume-Uni                                    | Hamlet                                                          |
| Film             | Hamlet                                                 | Grigori Kozintsev                     | 1964      | Union soviétique                               | Hamlet                                                          |
| Film             | Hamlet                                                 | Bill Colleran et John Gielgud         | 1964      | États-Unis                                     | Hamlet                                                          |
| Film             | Hamlet                                                 | Bruce Minnix et Joseph Papp           | 1964      | États-Unis                                     | Hamlet                                                          |
| Film             | Hamlet                                                 | Tony Richardson                       | 1969      | Royaume-Uni                                    | Hamlet                                                          |
| Film             | Hamlet                                                 | Franco Zeffirelli                     | 1990      | États-Unis / France / Royaume-Uni              | Hamlet                                                          |
| Film             | Hamlet                                                 | Kenneth Branagh                       | 1996      | États-Unis / Royaume-Uni                       | Hamlet                                                          |
| Film             | Let the Devil Wear Black                               | Stacy Title                           | 1999      | États-Unis                                     | Hamlet                                                          |
| Film             | Hamlet                                                 | Michael Almereyda                     | 2000      | États-Unis                                     | Hamlet                                                          |
| Film             | Hamlet Goes Business                                   | Aki Kaurismäki                        | 1987      | Finlande                                       | Hamlet                                                          |
| Théâtre          | Hamlet-machine                                         | Heiner Müller                         | 1977      | Allemagne de l'Est                             | Hamlet                                                          |
| Film             | Henry V                                                | Laurence Olivier                      | 1944      | Royaume-Uni                                    | Henri V                                                         |
| Film             | Henry V                                                | Kenneth Branagh                       | 1989      | Royaume-Uni                                    | Henri V                                                         |
| Télévision       | Hamlet, Prince of Denmark                              | Rodney Bennett                        | 1980      | Royaume-Uni                                    | Hamlet                                                          |
| Film             | Hamlet, Prinz von Dänemark                             | Franz Peter Wirth                     | 1961      | Allemagne de l'Ouest                           | Hamlet                                                          |
| Film             | Julius Caesar                                          | Frank J. Benson                       | 1911      | Royaume-Uni                                    | Jules César                                                     |
| Film             | Jules César                                            | Enrico Guazzoni                       | 1914      | Italie                                         | Jules César                                                     |
| Film             | Jules César                                            | David Bradley                         | 1950      | États-Unis                                     | Jules César                                                     |
| Film             | Jules César                                            | Joseph L. Mankiewicz                  | 1953      | États-Unis                                     | Jules César                                                     |
| Film             | Jules César                                            | Stuart Burge                          | 1970      | Royaume-Uni                                    | Jules César                                                     |
| Télévision       | Julius Caesar                                          | Herbert Wise                          | 1979      | Royaume-Uni                                    | Jules César                                                     |
| Télévision       | King Lear                                              | Jonathan Miller                       | 1982      | Royaume-Uni                                    | Le Roi Lear                                                     |
| Télévision       | King Richard the Second                                | David Giles                           | 1978      | Royaume-Uni                                    | Richard II                                                      |
| Opéra            | Lear                                                   | Aribert Reimann                       | 1978      | Allemagne de l'Ouest                           | Le Roi Lear                                                     |
| Télévision       | The Life and Death of King John                        | David Giles                           | 1984      | Royaume-Uni                                    | Le Roi Jean                                                     |
| Télévision       | The Life of King Henry the Fift                        | David Giles                           | 1979      | Royaume-Uni                                    | Henri V                                                         |
| Télévision       | Love's Labour Lost                                     | Elijah Moshinsky                      | 1985      | Royaume-Uni                                    | Peines d'amour perdues                                          |
| Opéra            | Macbeth                                                | Giuseppe Verdi                        | 1847      | Toscane                                        | Macbeth                                                         |
| Film             | Macbeth                                                | J. Stuart Blackton                    | 1908      | États-Unis                                     | Macbeth                                                         |
| Film             | Macbeth                                                | André Calmettes                       | 1909      | France                                         | Macbeth                                                         |
| Film             | Macbeth                                                | Mario Caserini                        | 1909      | Italie                                         | Macbeth                                                         |
| Film             | Macbeth                                                | Will Barker                           | 1911      | Royaume-Uni                                    | Macbeth                                                         |
| Film             | Macbeth                                                | Arthur Bourchier                      | 1913      | Allemagne                                      | Macbeth                                                         |
| Film             | Macbeth                                                | John Emerson                          | 1916      | États-Unis                                     | Macbeth                                                         |
| Film             | Macbeth                                                | Orson Welles                          | 1948      | États-Unis                                     | Macbeth                                                         |
| Film             | Macbeth                                                | Roman Polanski                        | 1971      | États-Unis / Royaume-Uni                       | Macbeth                                                         |
| Télévision       | Macbeth                                                | Jack Gold                             | 1983      | Royaume-Uni                                    | Macbeth                                                         |
| Film             | Macbeth                                                | Claude d'Anna                         | 1987      | France                                         | Macbeth                                                         |
| Film             | Macbeth                                                | Geoffrey Wright                       | 2006      | Australie                                      | Macbeth                                                         |
| Film             | Macbeth                                                | Justin Kurzel                         | 2015      | États-Unis / France / Royaume-Uni              | Macbeth                                                         |
| Théâtre          | Macbett                                                | Eugène Ionesco                        | 1972      | France                                         | Macbeth                                                         |
| Film             | Marc-Antoine et Cléopâtre                              | Enrico Guazzoni                       | 1913      | Italie                                         | Antoine et Cléopâtre                                            |
| Film             | Le Marchand de Venise (film, 2004)                     | Michael Radford                       | 2004      | États-Unis / Italie / Luxembourg / Royaume-Uni | Le Marchand de Venise                                           |
| Film             | Maqbool                                                | Vishal Bhardwaj                       | 2003      | Inde                                           | Macbeth                                                         |
| Télévision       | Measure for Measure                                    | Desmond Davis                         | 1979      | Royaume-Uni                                    | Mesure pour mesure                                              |
| Film             | La Mégère apprivoisée                                  | Franco Zeffirelli                     | 1967      | États-Unis / Italie                            | La Mégère apprivoisée                                           |
| Télévision       | The Merchant of Venice                                 | Jack Gold                             | 1980      | Royaume-Uni                                    | Le Marchand de Venise                                           |
| Télévision       | The Merry Wives of Windsor                             | David Jones                           | 1982      | Royaume-Uni                                    | Les Joyeuses Commères de Windsor                                |
| Télévision       | A Midsummer's Night Dream                              | Elijah Moshinsky                      | 1981      | Royaume-Uni                                    | Le Songe d'une nuit d'été                                       |
| Télévision       | Much Ado About Nothing                                 | Stuart Burge                          | 1984      | Royaume-Uni                                    | Beaucoup de bruit pour rien                                     |
| Film             | La Nuit des rois                                       | Trevor Nunn                           | 1996      | États-Unis / Irlande / Royaume-Uni             | La Nuit des rois                                                |
| Film             | Omkara                                                 | Vishal Bhardwaj                       | 2006      | Inde                                           | Othello                                                         |
| Opéra            | Otello                                                 | Giuseppe Verdi                        | 1887      | Italie                                         | Othello                                                         |
| Film             | Othello                                                | George Cukor                          | 1947      | États-Unis                                     | Othello                                                         |
| Film             | Othello                                                | Orson Welles                          | 1951      | États-Unis                                     | Othello                                                         |
| Film             | Othello                                                | Stuart Burge                          | 1965      | Royaume-Uni                                    | Othello                                                         |
| Télévision       | Othello                                                | Jonathan Miller                       | 1981      | Royaume-Uni                                    | Othello                                                         |
| Film             | Othello                                                | Franco Zeffirelli                     | 1986      | États-Unis / Italie / Pays-Bas                 | Othello                                                         |
| Film             | Othello                                                | Oliver Parker                         | 1995      | États-Unis / Royaume-Uni                       | Othello                                                         |
| Film             | Othello 2003                                           | Tim Blake Nelson                      | 2001      | États-Unis                                     | Othello                                                         |
| Film             | Peines d'amour perdues                                 | Kenneth Branagh                       | 2000      | Royaume-Uni                                    | Peines d'amour perdues                                          |
| Télévision       | Pericles, Prince of Tyre                               | David Jones                           | 1984      | Royaume-Uni                                    | Périclès, prince de Tyr                                         |
| Film             | Prospero's Books                                       | Peter Greenaway                       | 1991      | Royaume-Uni                                    | La Tempête                                                      |
| Film             | Ran                                                    | Akira Kurosawa                        | 1985      | Japon                                          | Le Roi Lear                                                     |
| Film             | Richard III                                            | Laurence Olivier                      | 1955      | Royaume-Uni                                    | Richard III                                                     |
| Film             | Richard III                                            | Richard Loncraine                     | 1995      | Royaume-Uni                                    | Richard III                                                     |
| Film             | Le Roi Lear                                            | Grigori Kozintsev                     | 1971      | Union soviétique                               | Le Roi Lear                                                     |
| Classique        | Roméo et Juliette                                      | Hector Berlioz                        | 1839      | France                                         | Roméo et Juliette                                               |
| Opéra            | Roméo et Juliette                                      | Charles Gounod                        | 1867      | France                                         | Roméo et Juliette                                               |
| Classique        | Roméo et Juliette                                      | Piotr Ilitch Tchaïkovski              | 1869      | Empire russe                                   | Roméo et Juliette                                               |
| Film             | Roméo et Juliette                                      | Mario Caserini                        | 1908      | Italie                                         | Roméo et Juliette                                               |
| Classique        | Roméo et Juliette                                      | Sergueï Prokofiev                     | 1935      | Union soviétique                               | Roméo et Juliette                                               |
| Film             | Roméo et Juliette                                      | George Cukor                          | 1936      | États-Unis                                     | Roméo et Juliette                                               |
| Film             | Roméo et Juliette                                      | Renato Castellani                     | 1954      | Italie / Royaume-Uni                           | Roméo et Juliette                                               |
| Film             | Roméo et Juliette                                      | Leo Arnchtam                          | 1955      | Union soviétique                               | Roméo et Juliette                                               |
| Film             | Roméo et Juliette                                      | Franco Zeffirelli                     | 1968      | Italie / Royaume-Uni                           | Roméo et Juliette                                               |
| Télévision       | Romeo and Juliet                                       | Alvin Rakoff                          | 1978      | Royaume-Uni                                    | Roméo et Juliette                                               |
| Film             | Roméo + Juliette                                       | Baz Luhrmann                          | 1996      | États-Unis                                     | Roméo et Juliette                                               |
| Film             | Roméo et Juliette                                      | Yves Desgagnés                        | 2006      | Canada                                         | Roméo et Juliette                                               |
| Comédie musicale | Roméo et Juliette, de la haine à l'amour               | Gérard Presgurvic                     | 2001      | France                                         | Roméo et Juliette                                               |
| Film             | Roméo et Juliette                                      | Carlo Carlei                          | 2013      | États-Unis / Italie / Suisse                   | Roméo et Juliette                                               |
| Théâtre          | Rosencrantz et Guildenstern sont morts                 | Tom Stoppard                          | 1966      | Royaume-Uni                                    | Hamlet                                                          |
| Film             | Rosencrantz et Guildenstern sont morts                 | Tom Stoppard                          | 1990      | Royaume-Uni                                    | Hamlet                                                          |
| Film             | Les salauds dorment en paix                            | Akira Kurosawa                        | 1960      | Japon                                          | Hamlet                                                          |
| Télévision       | The Second Part of King Henry the Fourth               | David Giles                           | 1979      | Royaume-Uni                                    | Henri IV 2                                                      |
| Télévision       | The Second Part of Henry the Sixt                      | Jane Howell                           | 1983      | Royaume-Uni                                    | Henri VI 2                                                      |
| Film             | She's the Man                                          | Andy Fickman                          | 2006      | États-Unis                                     | La Nuit des rois                                                |
| Classique        | Le Songe d'une nuit d'été                              | Félix Mendelssohn                     | 1826      | Prusse                                         | Le Songe d'une nuit d'été                                       |
| Film             | Le Songe d'une nuit d'été                              | William Dieterle et Max Reinhardt     | 1935      | États-Unis                                     | Le Songe d'une nuit d'été                                       |
| Opéra            | Le Songe d'une nuit d'été                              | Benjamin Britten                      | 1960      | Royaume-Uni                                    | Le Songe d'une nuit d'été                                       |
| Film             | Le Songe d'une nuit d'été                              | Michael Hoffman                       | 1999      | États-Unis                                     | Le Songe d'une nuit d'été                                       |
| Télévision       | The Taming of the Shrew                                | Jonathan Miller                       | 1980      | Royaume-Uni                                    | La Mégère apprivoisée                                           |
| Télévision       | The Tempest                                            | John Gorrie                           | 1980      | Royaume-Uni                                    | La Tempête                                                      |
| Théâtre          | Une tempête                                            | Aimé Césaire                          | 1969      | France                                         | La Tempête                                                      |
| Télévision       | The Third Part of Henry the Sixt                       | Jane Howell                           | 1983      | Royaume-Uni                                    | Henri VI 3                                                      |
| Film             | Titus                                                  | Julie Taymor                          | 1999      | États-Unis / Italie / Royaume-Uni              | Titus Andronicus                                                |
| Télévision       | Titus Andronicus                                       | Jane Howell                           | 1985      | Royaume-Uni                                    | Titus Andronicus                                                |
| Télévision       | Timon of Athens                                        | Jonathan Miller                       | 1981      | Royaume-Uni                                    | Timon d'Athènes                                                 |
| Télévision       | The Tragedy of Coriolanus                              | Elijah Moshinsky                      | 1984      | Royaume-Uni                                    | Coriolan                                                        |
| Télévision       | The Tragedy of Richard the Third                       | Jane Howell                           | 1983      | Royaume-Uni                                    | Richard III                                                     |
| Télévision       | Troilus and Cressida                                   | Jonathan Miller                       | 1981      | Royaume-Uni                                    | Troïlus et Cressida                                             |
| Télévision       | Twelfth Night                                          | John Gorrie                           | 1980      | Royaume-Uni                                    | La Nuit des rois                                                |
| Télévision       | The Two Gentlemen of Verona                            | Don Taylor                            | 1983      | Royaume-Uni                                    | Les Deux Gentilshommes de Vérone                                |
| Comédie musicale | West Side Story                                        | Leonard Bernstein et Stephen Sondheim | 1957      | États-Unis                                     | Roméo et Juliette                                               |
| Film             | West Side Story                                        | Jerome Robbins et Robert Wise         | 1961      | États-Unis                                     | Roméo et Juliette                                               |
| Télévision       | The Winter's Tale                                      | Jane Howell                           | 1981      | Royaume-Uni                                    | Le Conte d'hiver                                                |
| Film             | The Tragedy of Macbeth                                 | Joel Coen                             | 2021      | États-Unis                                     | Macbeth                                                         |

## Liste d'œuvres sur Shakespeare
Ces œuvres ne sont pas des adaptations à proprement parler, mais Shakespeare ou son œuvre y jouent un rôle central.
|            | Titre                     | Auteur ou réalisateur | Année | Pays                     | Remarques                                                                                                  |
| ---------- | ------------------------- | --------------------- | ----- | ------------------------ | --- |
| Film       | Master Will Shakespeare   | Jacques Tourneur      | 1936  | États-Unis               | Court métrage.                                                                                             |
| Film       | Jeux dangereux            | Ernst Lubitsch        | 1942  | États-Unis               | Une troupe polonaise interprète Hamlet sous l'occupation nazie.                                            |
| Télévision | Le Chantre                | David Butler          | 1963  | États-Unis               | Épisode de la série La Quatrième Dimension. Shakespeare est interprété par John Williams.                  |
| Télévision | The Chase                 | Richard Martin        | 1965  | Royaume-Uni              | Épisode de la série Doctor Who. Shakespeare est interprété par Hugh Walters.                               |
| Film       | To Be or Not to Be        | Alan Johnson          | 1983  | États-Unis               | Remake du film d'Ernst Lubitsch.                                                                           |
| Film       | Au beau milieu de l'hiver | Kenneth Branagh       | 1995  | Royaume-Uni              | Un acteur sans le sou tente de mettre sur pied une représentation de Hamlet.                               |
| Film       | Looking for Richard       | Al Pacino             | 1995  | États-Unis               | Documentaire sur une mise en scène de Richard III.                                                         |
| Film       | Shakespeare in Love       | John Madden           | 1998  | États-Unis / Royaume-Uni | Une version imaginaire de la création de Roméo et Juliette. Shakespeare est interprété par Joseph Fiennes. |
| Télévision | Peines d'amour gagnées    | Charles Palmer        | 2007  | Royaume-Uni              | Épisode de la série Doctor Who. Shakespeare est interprété par Dean Lennox Kelly.                          |
| Film       | Anonymous                 | Roland Emmerich       | 2011  | Allemagne / Royaume-Uni  | Film reprenant la théorie oxfordienne. Shakespeare est interprété par Rafe Spall.                          |
| Film       | All Is True               | Kenneth Branagh       | 2018  | Royaume-Uni              | Les dernières années de la vie du dramaturge. Shakespeare est interprété par Kenneth Branagh.              |
|            | Roméo contre Juliette     | Alexandra La Roche    | 2020  | États-Unis               | Épisode de la série Legends of Tomorrow. Shakespeare est interprété par Rowan Schlosberg.                  |